# Edward Elgar
Sir Edward William Elgar, prim baronet (n. 2 iunie 1857, Lower Broadheath⁠(d), Malvern Hills, Anglia, Regatul Unit al Marii Britanii și Irlandei – d. 23 februarie 1934, Worcester, Anglia, Regatul Unit) a fost un compozitor englez, dintre lucrările căruia multe și-au făcut loc în repertoriul universal al concertului clasic. Printre cele mai bune lucrări ale sale se afla lucrări orchestrale incluzând „Enigma Variations”, „Pomp and Circumstance Marches”, concerte pentru vioară și violoncel și 2 simfonii. El a mai compus și lucrări corale, printre ele „The Dream of Gerontius”, muzică de cameră și cântece.
Fiu al unui acordor de piane, a excelat cântând la vioară și la orgă.